# フタバ図書
株式会社フタバ図書（フタバとしょ、英: FUTABA TOSHO CO.,LTD.）は、広島県を中心に複数店舗を展開する書店チェーンである。書籍販売、古本の販売/買取、CD/DVD/BDの販売、ゲームソフトの販売/買取、DVD/BDレンタル、貴金属買取・販売、ゲームセンターを運営している。

## 概要
本社は広島県広島市西区。1913年9月に金屋町に本社を設け、横川駅構内に第1号店をオープン。当初は書店ではなく雑貨屋として運営していた。現在でも横川駅南口には横川店がある。1975年の紀伊國屋書店の広島センター街出店の影響を受けるが、1980年代にレンタルビデオに活路を見いだし、郊外型・複合書店として発展している。
店舗網は、広島県を中心に展開し、山口県・福岡県にも出店している。愛媛県や岡山県、関東近郊にも出店していたが現在は撤退している。主力の書店事業に加え、ゲームセンターの運営などを行っている。過去にはインターネット上の通販買取サイト「futababooks.com」の運営や、VRゲームのカフェバー「VREX（ヴィレックス）」の運営も行っていた。
2013年にボックスグループからメディア事業（映像・音楽・コミックレンタル事業、ゲーム販売事業、アミューズメント施設運営事業、総合リユース事業）を継承。
2015年に株式会社アペックスからCD/DVD販売・レンタル店「ビデオアメリカ」を取得。
2014年9月にローソンと包括業務提携し、フタバ図書店舗内にコンビニエンスストアのローソンを併設する。ローソン設置1号店はGIGA広島駅前店で、2014年10月23日にオープンした。
近年の出版不況により不採算店舗を次々に閉店していたが、2021年1月28日に事業（社名を含む）をひろしまイノベーション推進機構へ譲渡すると発表した。創業経営一族は完全撤退し、ひろしまイノベーション推進機構が、もみじ銀行・日本出版販売・蔦屋書店・広島マツダ・エディオンの出資参加により新会社「株式会社フタバ図書」を設立し、新会社に事業を移管する。

## 沿革

### 旧法人
- 1913年

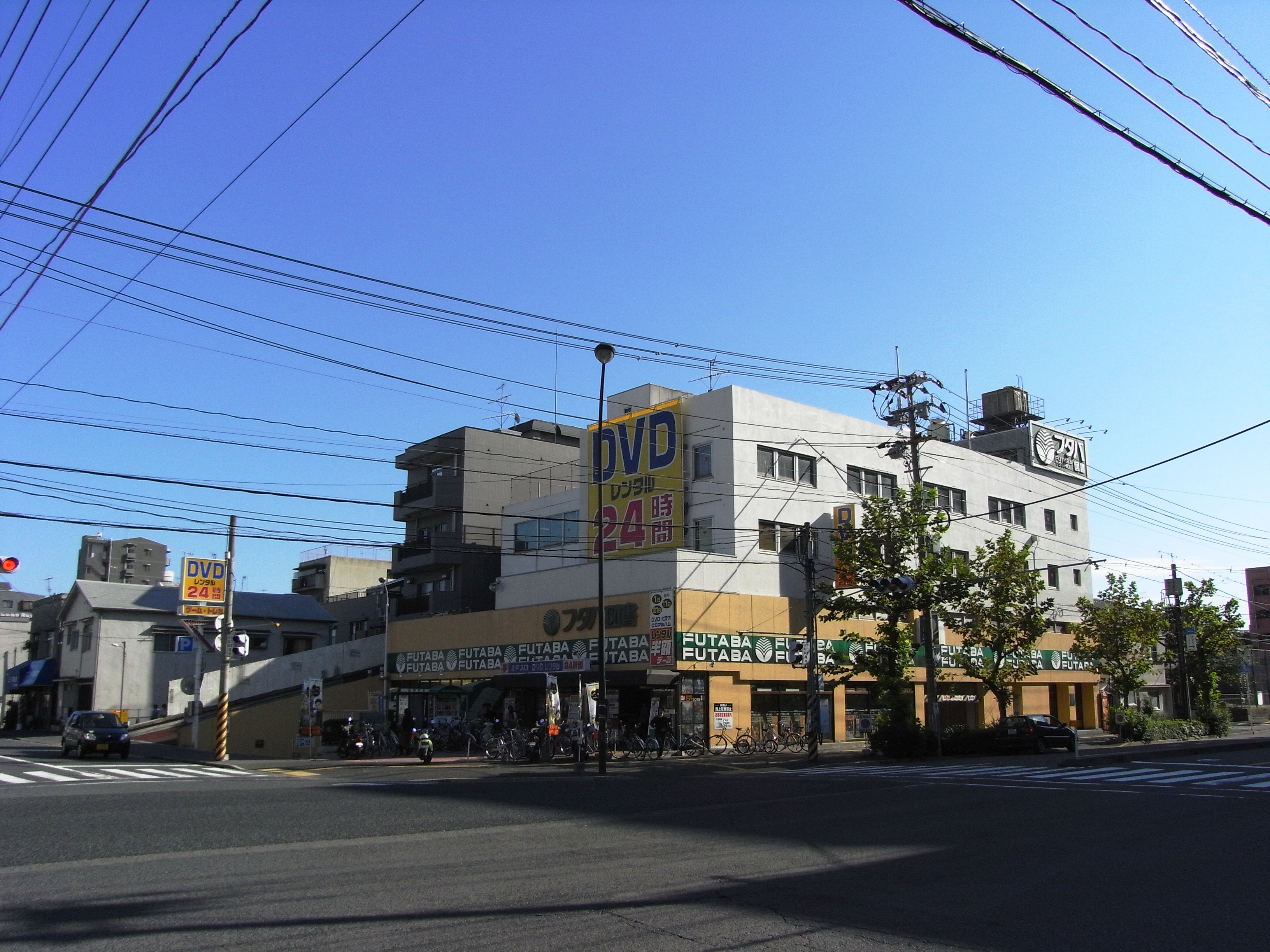
旧本社

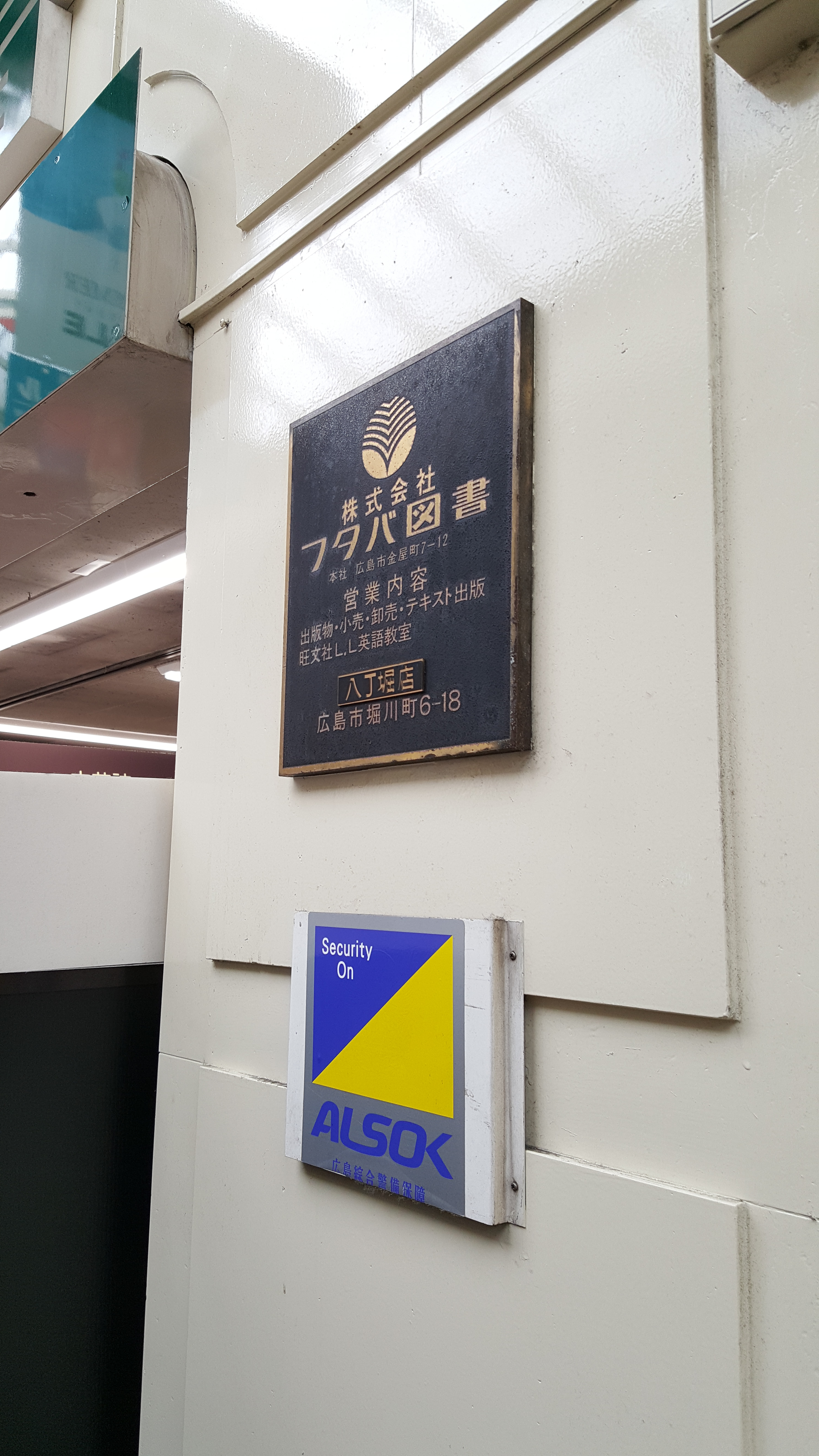
八丁堀店外壁のプレート。オープン時はまだ本社が金屋町にあったことがわかる

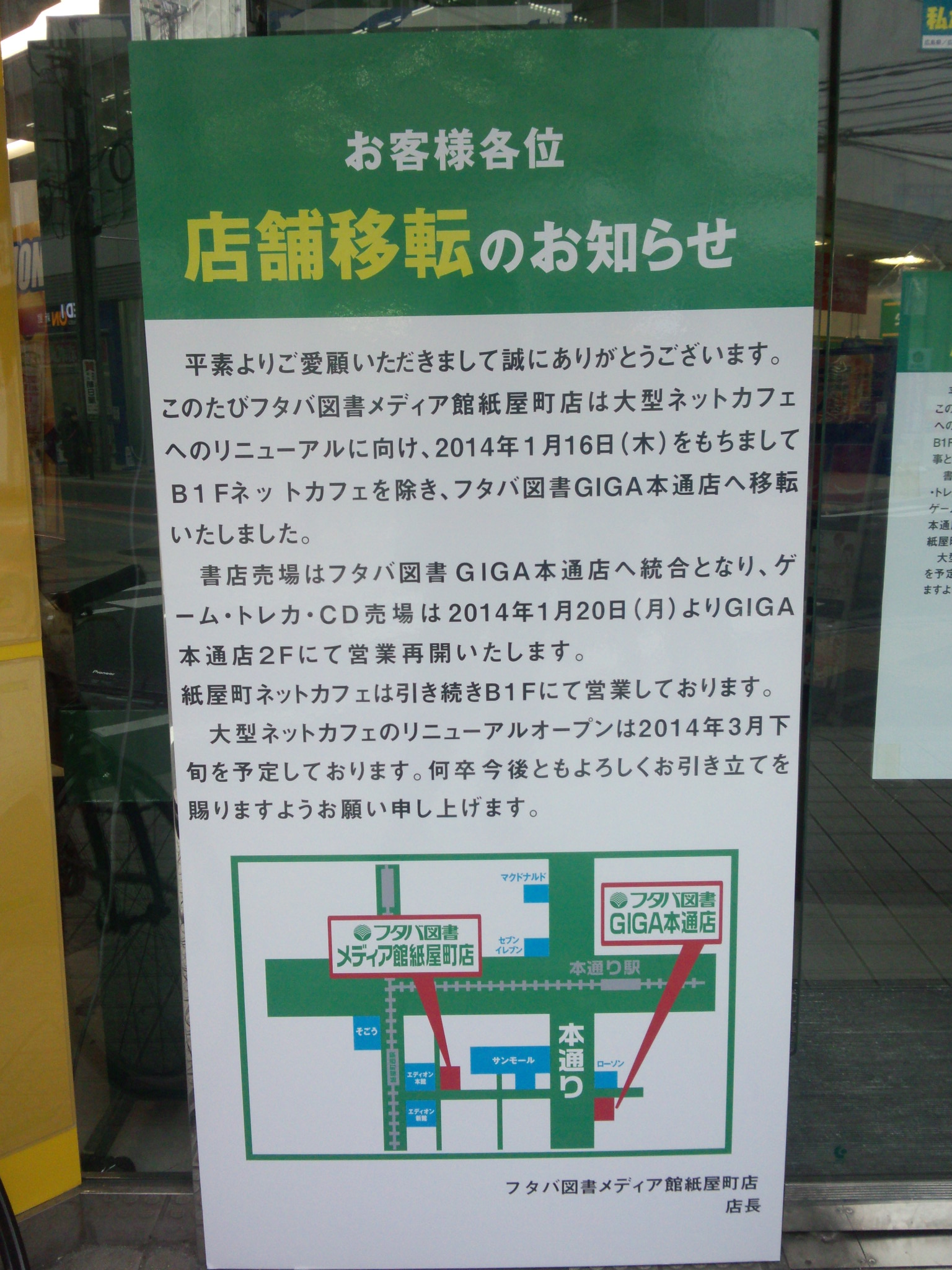
フタバ図書メディア館紙屋町店が移転した時の案内看板。地下1階アットカフェ紙屋町店はリニューアルまで引き続き営業していた。現在この地下1階には居酒屋・丸海屋 離が入居している。

  - 9月23日 - フタバ図書の前身、世良東雲堂として金屋町で創業[9]。
- 1950年
  - 3月 - 書店事業を開始。
- 1951年
  - 7月29日 - 法人としてのフタバ図書設立。
- 1986年
  - 4月 - 映像事業部（ソフトピア事業部）開設。
  - 6月 - 本社移転。
- 1986年
  - 4月 - 初の複合型店舗である広店がオープン。
- 1993年
  - 6月30日 - 四国初出店となるソフトピア重信店がオープン。(2001年12月31日閉店。その後、建物が解体され、跡地はフジグラン重信の駐車場となっている)
- 1997年
  - 2月 - MEGA1号店（中筋店）オープン
- 2000年
  - 4月 - GIGA1号店（広島駅前店）オープン
- 2004年
  - 3月 - TERA1号店（広島府中店）オープン
- 2009年
  - 3月 - アルティ1号店（福山本店）オープン
- 2011年
  - 7月6日 - 新ポイントカード「フォレカ」開始[注 1]。
  - 月日不明 - MEGA中筋店に、中古本のみを取り扱う別館がオープン。
- 2012年
  - 5月7日 - 広島駅橋上駅化再開発により、リサイクル館エコロジア新幹線口店が閉店[10]。
  - 12月1日 - ボックスグループとメディア事業に関して業務提携[11]。
- 12月16日 - ネット上の通販買取サイト開始[12]。
- 2013年
  - 3月8日 - 紙屋町店の一般書籍部門を、この日オープンしたGIGA本通店へ継承。同店はコミック、ライトノベル、BD/DVD/CD、ゲーム、トレカを扱う「メディア館紙屋町店」に形態変更した[注 2]。
  - 4月26日 - GIGAフレスタモール岩国店オープン。
  - 6月6日 - レンタカー事業開始（GIGA宇品店、MEGA中筋店、GIGA五日市店の3店舗から。ニコニコレンタカーのフランチャイズ）。
  - 8月20日 - 駅前再開発によりエコロジア広島駅前買取センターがGIGA広島駅前店に統合。
  - 9月23日 - 創業百周年。
  - 11月17日 - ドキドキ冒険島北浦和店とドキドキ冒険島大宮店が閉店。
  - 12月 - ボックスグループよりメディア事業継承[13]フランチャイズチェーンとして、ドラマ箱根ヶ崎店・ドラマ武蔵村山店・ドラマ東大和店・ドラマ大南店・ドラマ上板橋店・ドラマ羽村店・ドラマ新所沢店オープン。
- 2014年
  - 1月16日 - メディア館紙屋町店が、地下一階のアットカフェ紙屋町店を残し閉店。コミック、ライトノベルの取り扱いをGIGA本通店に統合。
  - 1月20日 - メディア館紙屋町店で取り扱っていた、ゲーム、BD/DVD/CD、トレカの取り扱いがGIGA本通店で再開。
  - 2月14日 - GIGA福大前店にアットカフェオープン。
  - 3月29日 - アットカフェ紙屋町店が大規模化リニューアル[注 3]。旧メディア館紙屋町店がアットカフェ紙屋町店専用店舗になる[14]。
  - 7月25日 - アルティ福山本店にアットカフェオープン。
  - 9月22日 - ローソンと包括業務提携締結。フタバ図書店舗内にコンビニエンスストアローソンを併設する。
  - 10月17日 - フタバ図書が「いっちょう」を11月下旬にGIGA高陽店でオープンすると発表[15]。
  - 10月23日 - GIGA広島駅前店にローソンのフタバ図書内店舗1号店がオープン。
  - 10月 - 横川店隣接の元セブンエイトにコミック専門の新館オープン。連絡通路で連結されている。コミック売場だった2階は女性専用プリクラエリアとなる。
- 2016年
  - ドラマ各店舗をGIGAおよびフタバ図書に店名変更。
- 2017年
  - 10月 - MEGA祇園中筋店が全面改装。
  - 10月26日 - アットカフェ横川店新館オープン。
  - 11月29日 - VR Game＆Cafe Bar VREX（ヴィレックス）渋谷宮益坂店が1号店としてオープン。
- 2018年
  - 3月30日 - VREX（ヴィレックス）新宿店がオープン。
  - 9月29日 - VREX（ヴィレックス）広島八丁堀店が地方1号店としてオープン。
- 2019年
  - 1月23日 - ベンリーフタバ図書観音店がオープン[16]。
  - 6月3日 - 改元対応のミスによる全社的なシステム障害発生。1週間で正常化。
  - 6月24日 - バンクミーティング実施[17]。
  - 7月16日 - HYPER FIT24 フレスポ神辺店がオープン。
  - 8月25日 - フォレカの日(毎月15日・25日 全館ポイント2倍)を終了[18]。
  - 8月31日 - 2009年5月17日から10年間「サンデーモーニング」のローカルスポンサーにて提供したが、同日で降板。
  - 9月30日 - オンライン書籍販売サービス『フタバブックス』を終了[19]
  - 11月19日 - ベンリーフタバ図書観音店を五日市店に移転統合[20]
- 2020年
  - 1月 - 事業再生ADRの申請（申請時点では公表されず）[21]
- 2021年
  - 1月28日 - オンライン説明会で事業再生ADRの枠組みで再建することを発表[21]
  - 3月1日 - 現法人の「株式会社フタバ図書」へ事業を継承[22][21][23][2]。旧法人はSH東雲堂に改称[3]。
  - 8月1日 - 関連会社6社を吸収合併[注 4][3]。
- 2022年
  - 1月 - 旧法人のSH東雲堂が解散[23]。
  - 5月27日 - 旧法人のSH東雲堂が広島地方裁判所から特別清算の開始命令を受ける。負債額は約193億円（帝国データバンク調べ）[24][23]。
  - 12月23日 - 旧法人のSH東雲堂。清算完了[3]。

### 現法人
- 2020年
  - 11月16日 - 現法人が株式会社HIF-Cの社名で設立。本拠地は広島市中区八丁堀[2]。

- 2021年
  - 3月1日 - 株式会社ひろしまイノベーション推進機構が出資する新会社の「株式会社フタバ図書」（同日改称、本拠地移転）が事業を継承[22][21][23][2]。

## 特徴

### 店舗の種類
店舗の種類により、店名にメガ（MEGA）、ギガ（GIGA）、テラ（TERA）、アルティ（Alti）を付けている。
1997年に総合書店タイプのMEGA祇園中筋店、2000年に複層階複合書店のGIGA広島駅前店、2004年に単層階複合書店のTERA広島府中店を出店した。
ただし店舗規模の順番としては単位順に大旨一致しているが、これも店舗面積等の絶対的な規則は無い。
- メガ（MEGA）:多数の書籍を扱う総合書店
- ギガ（GIGA）:複数階タイプの書籍・CD・DVD・ゲーム等を扱う複合書店
- テラ（TERA）:ワンフロアータイプの書籍・CD・DVD・ゲーム等を扱う複合書店
- アルティ（Alti）:複合書店に加えタリーズコーヒー及び駿河屋を併設。

### 店舗の施設
店舗によっては、以下の売り場や施設も併設している。
- 新品書籍売り場
- 中古本売り場（買取含む）
- 文具・雑貨売り場
- ゲームソフト売り場
- トレーディングカードゲームのカード売り場
- CD/DVD/BD/コミックのレンタル（店によって扱う種類に差がある）
- ゲームセンター（店によって自社運営か、テナントかの違いがある）
- タリーズコーヒー
- ニコニコレンタカー
- ローソン
- 海山亭いっちょう
- 駿河屋

### 決済方法
書籍販売の決済方法には下記のものがある。
- 現金
- クレジットカード(Visa・Master・JCB・ダイナーズクラブ・アメリカンエキスプレス)
- 図書カード(中古本・文具購入時には新品本と同時購入であれば利用可能)
- 地域プレミアム券
- QRコード決済(PayPay/LINE Pay/メルペイ/au Pay/WeChat Pay)

フォレカカードのポイント付与対象決済は現金及びフォレカロイヤルカード(クレジットカード)の決済でのみ対応している。
2019年11月中旬より各種QRコード方式による決済に対応した。店側が金額を入力して読み取るストアスキャン方式にて行う。

### フォレカ
フォレカ（FORECA）とはフタバ図書が2021年まで展開していたポイントカードである。ポイントの利用には会員登録が必要であった。
2013年頃まで印字式スタンプ制の旧ポイントカードを展開していたが、POSシステム導入に伴い磁気読み取り式ポイントカードへ移行した。移行後のフォレカカードは3種類あり、ポイント機能のみの「フォレカ」、ポイント機能にレンタルなどの身分証明が付帯した「フォレカプラス」、ポイント機能にクレジットカードが付帯した「フォレカロイヤル」が存在する。ポイントの利用には専用サイトでの登録が必要であった。
フォレカマネーとは2017年頃から開始した事前入金型電子マネーである。フォレカカード（第2世代）で利用ができた。
ポイントは来店回数に伴うランク制が採用されている。ブロンズ会員（来店0～2日）の場合は200＋税で1ポイント、シルバー会員（来店3～4日）の場合は200+税で2ポイント、ゴールド会員（来店5日以上）の場合は200+税で3ポイントが付与される。ランクは月末更新である。
- フォレカ（第1世代） - ポイント機能のみ付帯する。カード番号が「281」で始まる。
- フォレカ（第2世代） - ポイント機能、フォレカマネー機能が付帯する。カード番号が「282」で始まる。
- フォレカプラス（第1世代） - ポイント機能、レンタル時の身分証明機能が付帯する。
- フォレカプラス（第2世代） - ポイント機能、フォレカマネー機能、レンタル時の身分証明機能が付帯する。
- フォレカロイヤル - ポイント機能、クレジットカードが付帯する。オリエントコーポレーション（オリコ）がイシュア（ドイツ語版）となり発行しており、クレジットカード国際ブランドの意向により順次IC付きカードへ変更されている。

#### フォレカの廃止
事業譲渡に伴い、2021年4月から段階的にフォレカが廃止される。廃止によるポイントの換金や後継のポイントカードへのポイント移行などはできない。また、dポイントの付与もリニューアル後は終了する。こちらも返金や換金などは行わない。今後、Tポイントカード及びTマネーの導入が予定されている。
2020年10月にフォレカマネーへのチャージが廃止された。
2021年4月にフォレカマネーの利用が廃止された。現時点で残っている残高は返金されない。
2021年4月にフォレカアプリのサービスが終了した。
2021年4月以降、事業譲渡に伴いフォレカカードが廃止される。dポイントの付与についても順次終了する。フォレカ及びdポイントへのポイント付与は終了するが利用は可能、Tポイントカードの付与・利用が可能になる。
2021年12月31日でのフォレカサービス終了に伴い、フォレカサポートデスの終了とFORECA-Webが閉鎖となった。

## 店舗一覧
（2022年1月現在）

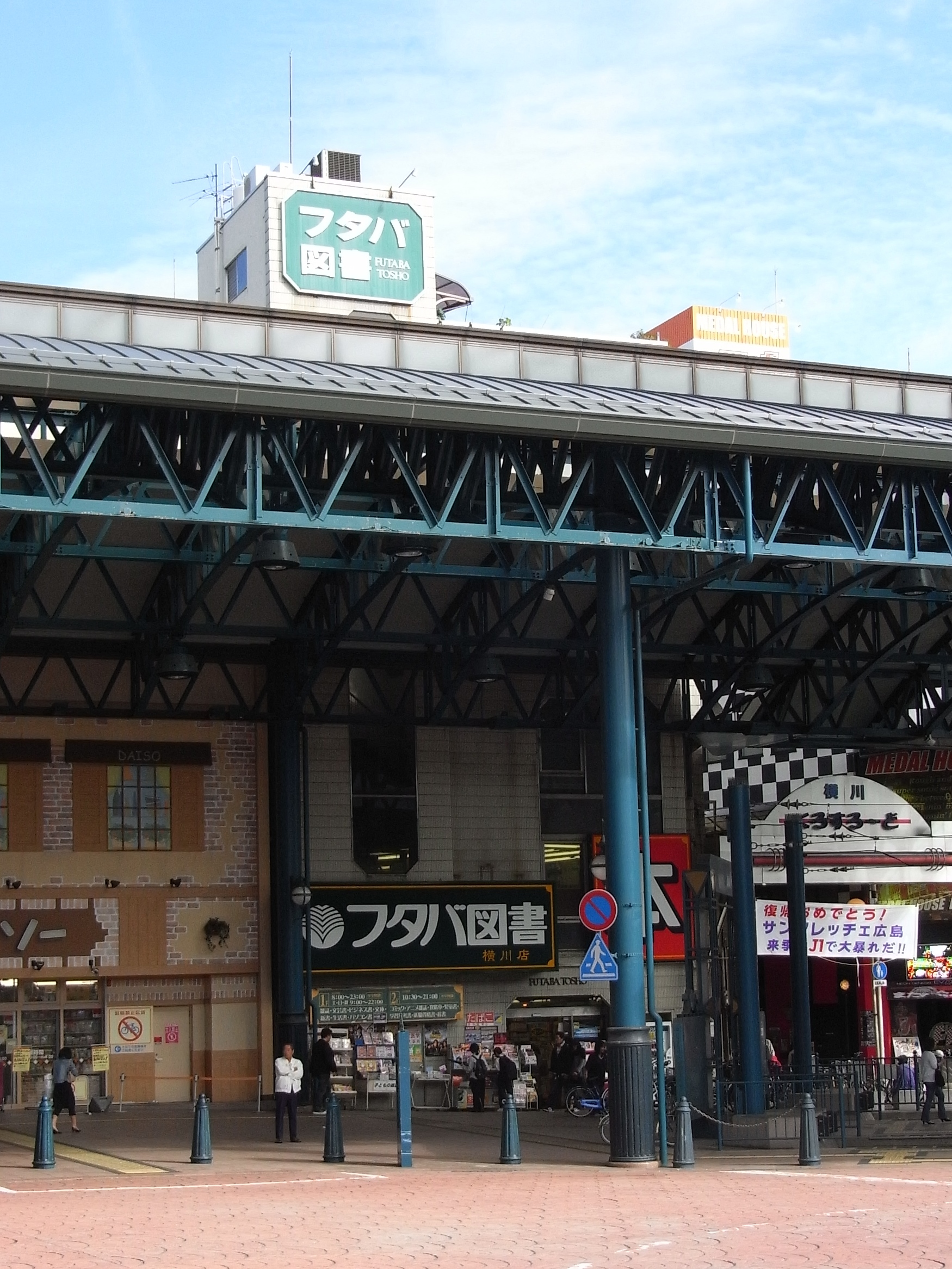
フタバ図書横川店
（1号店）

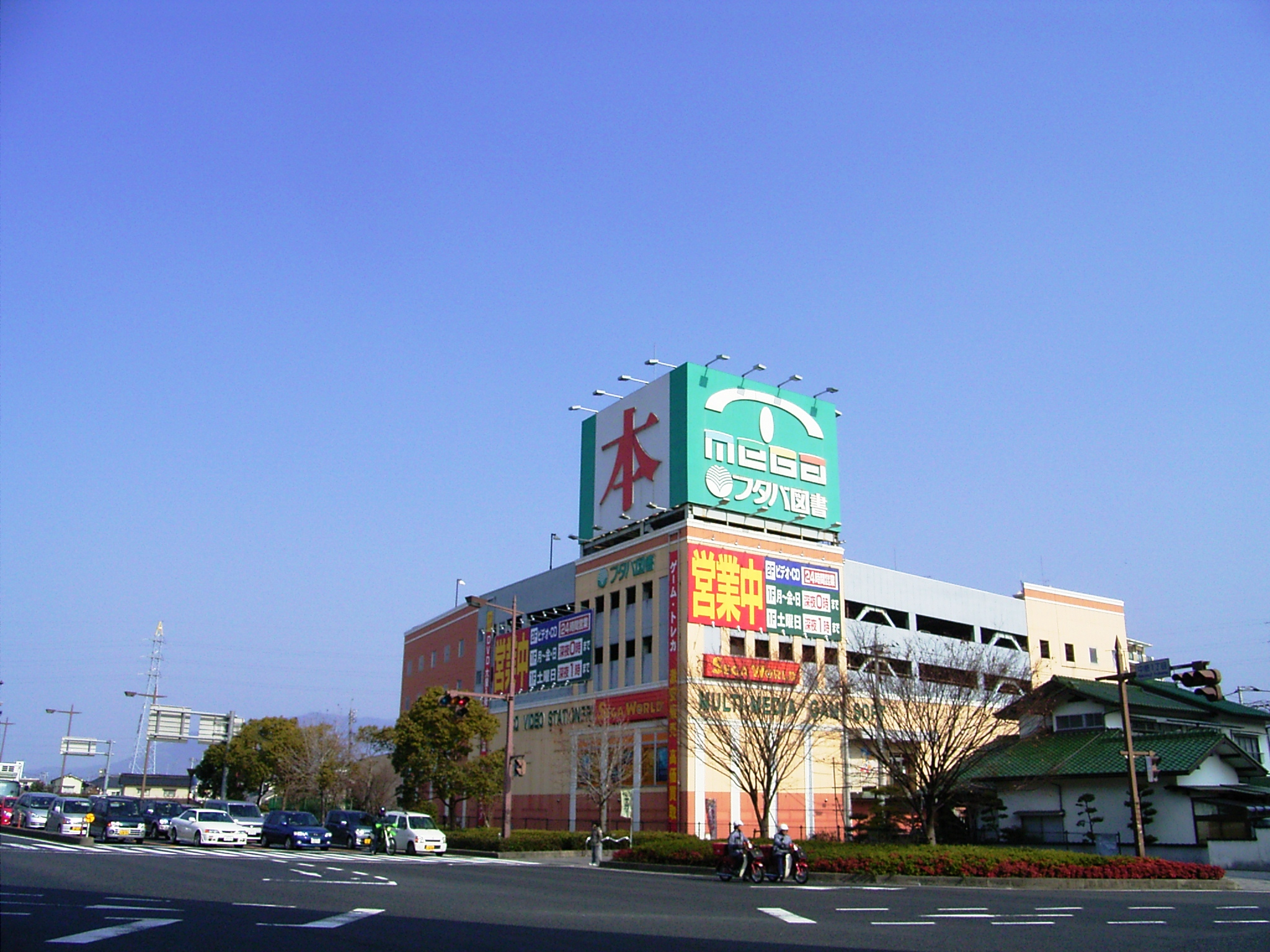
フタバ図書MEGA祇園中筋店
（MEGA1号店）

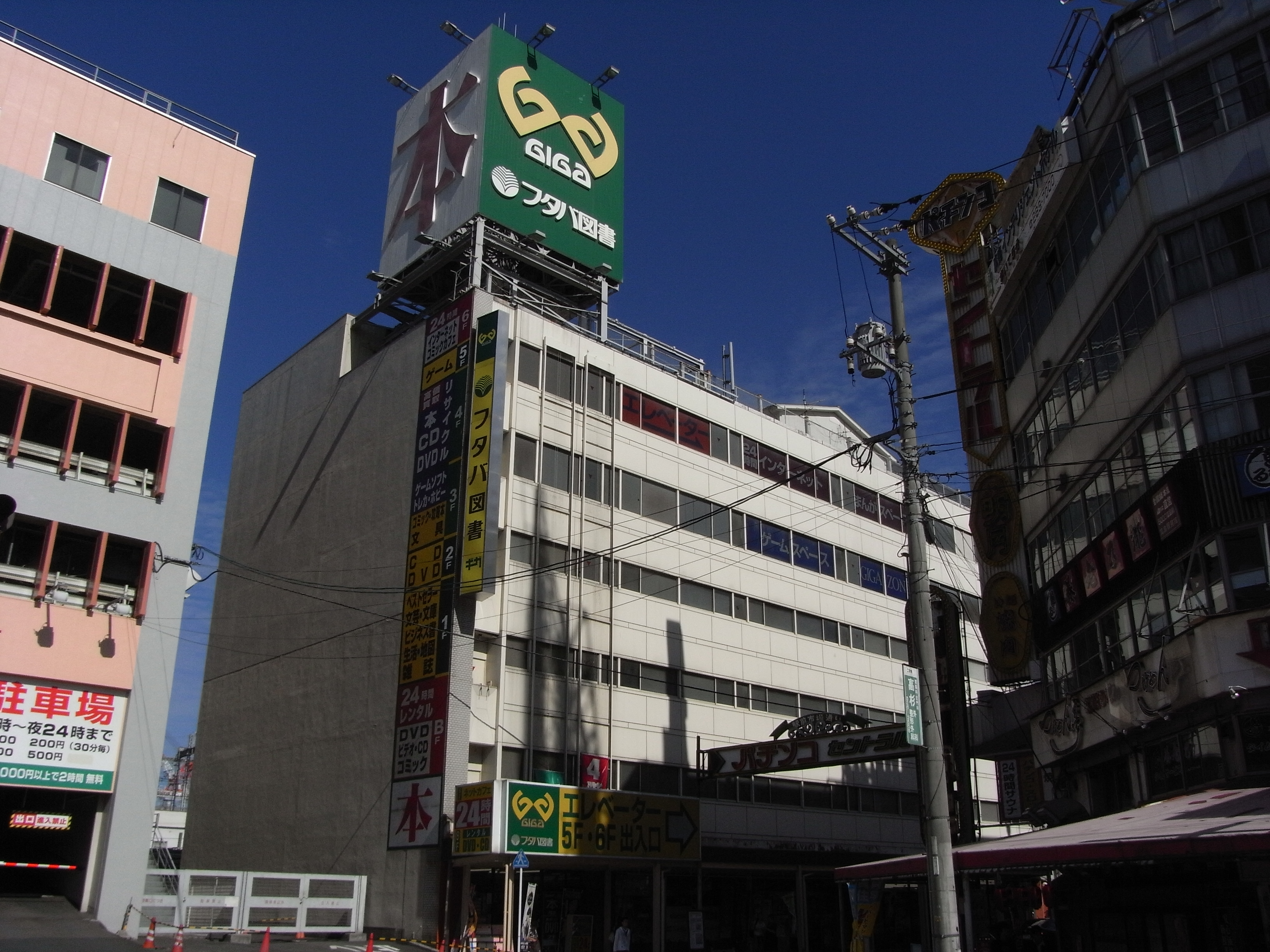
フタバ図書GIGA広島駅前店
（GIGA1号店、2021年9月閉店）

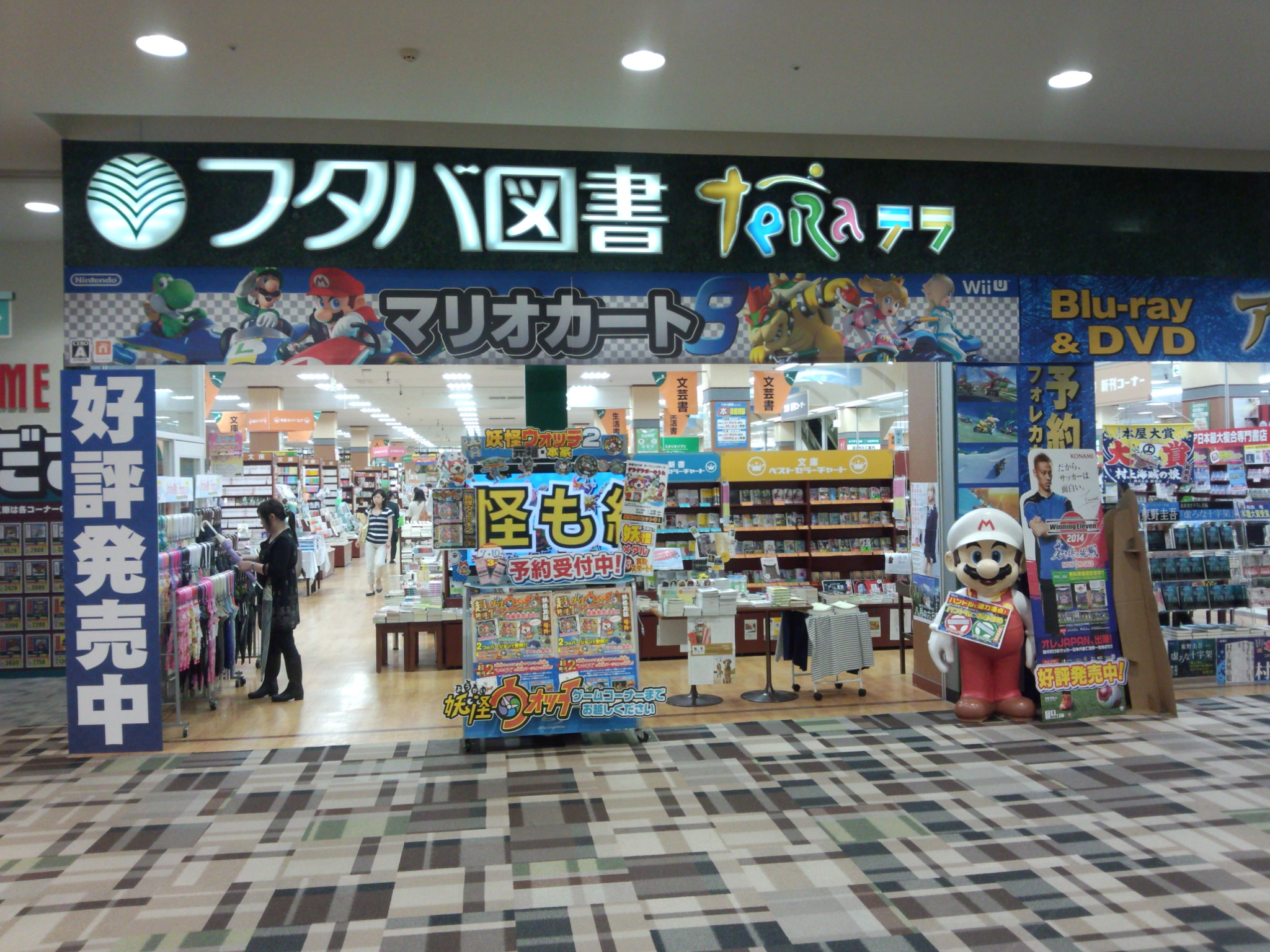
フタバ図書TERA広島府中店
（TERA1号店）

☆はIC乗車券nimoca及びICOCA・TOICAが、★は電子マネーWAONが利用可能な店舗である。

### 書店事業
※ 書店事業には書籍販売・レンタル・CD/DVD/BD販売・ゲームソフト販売・文具販売・ゲームセンター運営を含む

#### 埼玉県
- さいたま市
  - 大宮区 - GIGA大宮店
- 戸田市 - ギガステーション戸田店

#### 広島県
- 広島市
  - 西区
    - アルティアルパーク北棟店
      - 駿河屋 アルパーク北棟店

    - 横川店[注 7]
    - 横川店新館

  - 安佐南区
    - GIGA上安店
    - GIGA祇園店（イオンモール広島祇園内）
    - MEGA中筋店

  - 安佐北区 - 可部センター店
  - 佐伯区 - 五日市福屋店
- 安芸郡
  - 府中町 - ★☆TERA広島府中店（イオンモール広島府中内）
  - 海田町 - 海田店
- 呉市 - 広店
- 福山市
  - アルティ福山本店
  - 駿河屋 福山店
- 三次市 - 三次店
- 大竹市 - 大竹店

#### 山口県
- 岩国市
  - GIGAフレスタモール岩国店（フレスタモールCAZL岩国店内）
  - レンタル＆ゲームパーク岩国店
- 防府市 - GIGA防府店

#### 福岡県
- 春日市 - GIGA春日店
- 糟屋郡
  - 粕屋町 - ★☆TERAイオンモール福岡店（イオンモール福岡内）

### HYPER FIT24事業

#### 広島県
- 広島市
  - 中区 - 大手町店
  - 安佐北区 -　可部店
- 東広島市 - 西条店，イオン高屋店
- 福山市 - フレスポ神辺店

#### 山口県
- 岩国市 - 南岩国店、岩国店（フタバ図書岩国店レンタル&ゲームパーク内）

#### 福岡県
- 糸島市 - 糸島店

### 過去に運営していた店舗
2019年から2020年にかけて粉飾決算を原因として多くの店舗が閉店した。

## 粉飾決算事件
2021年2月19日に同社の代理人弁護士より文書で「不適切な内容の決算書を作成して金融機関に提出していた」と粉飾決算が公表された。決算書に実際の在庫数よりも多くしたり、固定資産の償却を小さくするなどの記載をおこなっていた。
2019年6月24日に行ったとされるバンクミーティングにて約40年前から粉飾決算を行っていたとの発言があったが、正しくは2019年までの約10年間であり、世良茂雄社長の「自分が入社した40年前から在庫の金額が実際の棚卸し額と相違していたこともあった」という発言が影響していたと釈明している。
借入額は約235億で3月1日に事業を引き継ぐ新会社（横山淳CEO）が約35億円を継承する。
借入額の約9割は放棄にて合意したとみられるが、今後、世良社長および創業家、役員の私財は残りの約200億円返済の一部に充てられる。
粉飾決算の発覚に伴い、会社整理を継続的に行っている同社は多くの店舗を閉店・業務転換しており、2020年には18店舗を閉店している。